# Sikorsky S-40
Dimensions
Le Sikorsky S-40 est un hydravion commercial quadrimoteur. Conçu dans les années 1920 pour la Pan American Airways, le S-40 est équipé de 40 sièges et dispose de quatre moteurs Pratt & Whitney Hornet de 575 chevaux chacun. Le premier S-40 à être mis en service fut piloté par Charles Lindbergh sous les couleurs de Pan Am.

## Historique
Sikorsky développe le S-40 à la demande de Juan Trippe, président de Pan American Airways, qui envisage de procurer à sa compagnie aérienne un hydravion d'une plus grande capacité que le S-38, limité à huit passagers. Les essais en soufflerie du nouvel engin sont menés en octobre 1928, et des modèles de la coque sont testés en avril 1929,. Le premier vol d'essai a lieu le 6 août 1931 à Bridgeport, au Connecticut.
Le 12 octobre 1931, l'avion est baptisé American Clipper par Lou Henry Hoover, épouse du président Herbert Hoover à la NSF Anacostia. Peu après son baptême, l'American Clipper effectue un vol autour de Washington, D.C.
Lors du premier vol commercial du S-40 entre Miami et le canal de Panama, Igor Sikorsky et Charles Lindbergh commencent la conception de son successeur : le S-42. Seuls trois appareils S-40 furent construits, tous par la division Vought-Sikorsky Aircraft de la United Aircraft à Stratford, Connecticut.
L'avion est équipé d'un garde-manger avec un réfrigérateur et une cuisinière électriques ainsi que d'un salon fumeur aménagé avec des panneaux en bois d'acajou. Six radeaux de sauvetage sont transportés à bord.